# زونالنايا ستانتسييا (تومسك)
زونالنايا ستانتسييا (بالروسية: Зональная Станция) هي مدينة في مقاطعة تومسك أوبلاست في روسيا.
يبلغ عدد سكانها حوالي 4961 نسمة.